# Vestax
Vestax K.K. (jap. ベスタクス株式会社, Besutakusu Kabushiki-gaisha, ing. Vestax Corporation) è stata una società giapponese specializzata nella produzione di strumentazione per dj.

## Storia
Nasce nel 1977 come progettista e costruttore di chitarre elettriche. Oggi la Vestax è più comunemente nota per gli sviluppi sonori innovativi, quali DSP, DJ Mixer, giradischi professionali e lettori di compact disc. Concentrando gli sforzi sulle esigenze di locali notturni e Disc jockey, i loro mixer sono diventati i favoriti di DJ internazionali come Carl Cox, DJ QBert e Cut Chemist. È stata chiusa nel 2014.

## Prodotti

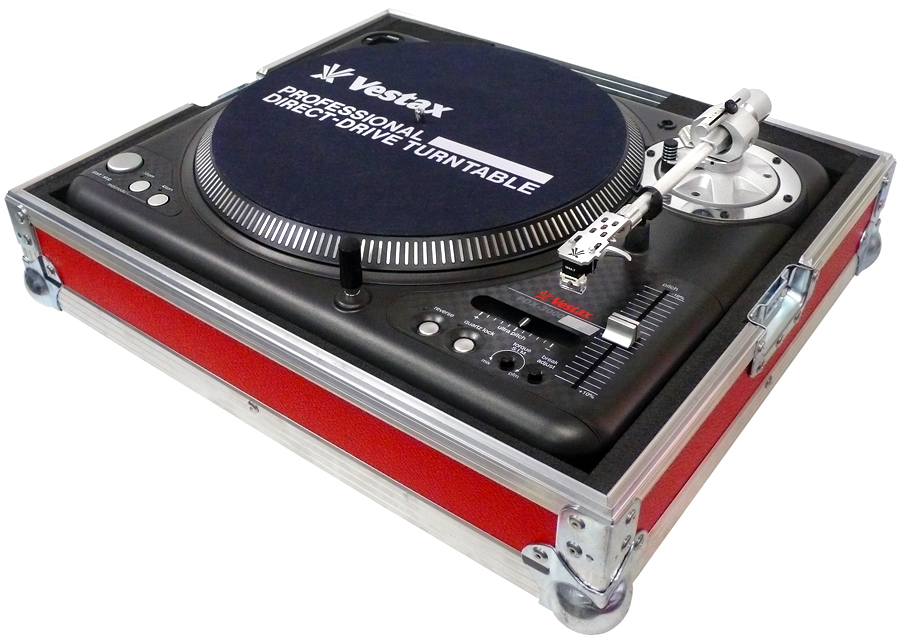
Giradischi Vestax PDX3000

### Giradischi per DJ
- PDT-5000 (1993)
- PDX-2000
- PDX-2000 MkII
- PDX-2300
- PDX-3000
- PDX-3000Mix
- PDX-3000 MkII

### Mixer per DJ
- PMC-05Pro
- PMC-05Pro II
- PMC-05Pro III
- PMC-05Pro IV
- PMC-06Pro
- PMC-06Pro A
- PMC-06Pro VCA
- PMC-07
- PMC-07Pro
- PMC-08Pro
- PMC-280
- PMC-580Pro
- PMC-CX

### MIDI
- VCI-100
- VCM-100
- VCI-300
- VCI-380
- VCI-400
- VCM-600
- TR-1
- Spin
- Typhoon
- Pad One